# Bernsteinpokal
Der Bernsteinpokal (offiziell: Bernsteinpokal des Generalgouverneurs) war eine Sporttrophäe, um die sich deutsche Fußballvereine, Militär- und Betriebsmannschaften sowie von den Besatzungsbehörden zugelassene ukrainische Clubs im Generalgouvernement Polen bewarben. Stifter war Generalgouverneur Hans Frank, der im Auftrag des nationalsozialistischen Regimes die besetzte Region verwaltete. Der Wettbewerb wurde in den Jahren 1940 bis 1944 ausgetragen. 

## Austragungsmodus
Jeder der vier Distrikte Krakau, Lublin, Radom und Warschau des Generalgouvernements ermittelte im Pokalverfahren zwei Teilnehmer, die für die Partien des Viertelfinales ausgelost wurden. Nach der Errichtung des Distrikts Galizien im bisherigen Ostpolen, aus dem die Wehrmacht im Sommer 1941 die Rote Armee verdrängte (Unternehmen Barbarossa), wurde dieses Schema 1942 geändert: Galizien bekam einen Platz unter den Viertelfinalteilnehmern zu Lasten des Distrikts Radom, der somit ebenfalls nur eine Mannschaft stellte. Für den Wettbewerb war auch der Pokalsieger der ukrainischen Liga qualifiziert, die die Sportbehörde des Generalgouvernements im Distrikt Galizien zugelassen hatte.

## Spielzeiten

### 1940
Halbfinale
SS- u. Pol.-SG Warschau  -  LSV Radom  4:0
DTSG Krakau – LSV Okecie  1:2  n. V.
Finale  (Wehrmachtsstadion Warschau, 8. März 1941)
SS- u. Pol.-SG Warschau – LSV Okecie  5:1
Nach dem Warschauer Halbfinale bemängelte der Berichterstatter der von den deutschen Besatzungsbehörden herausgegebenen Warschauer Zeitung den schlechten Zustand des Spielfelds im Wehrmachtsstadion (Pfützen, Wasserlöcher). Hingegen war beim Krakauer Halbfinale das Cracovia-Stadion gut vorbereitet. In der Krakauer Elf standen die aus Oberschlesien stammenden früheren polnischen Nationalspieler Wilhelm Gora, Juliusz Joksch, Edmund Majowski und Karol Pazurek. Die Warschauer erzielten den Siegtreffer in der 119. Minute der Verlängerung per Elfmeter, vorangegangen war ein Foul von Gora.
Ursprünglich sollte das Finale Anfang Dezember 1940 stattfinden. Wegen der schlechten Witterungsverhältnisse wurde der Termin mehrmals verschoben, so dass der Pokalsieger 1940 erst im März 1941 feststand. Der Warschauer Distriktgouverneur Ludwig Fischer überreichte den Pokal. In den Reihen des unterlegenen LSV Warschau-Okecie stand der Oberligaspieler Franz Grigutsch, doch fehlte der frühere deutsche Nationalspieler Richard Kubus.

### 1941
Halbfinale
DTSG Krakau   –  Kommandantur-SG Warschau: nicht ausgetragen
LSV Warschau – LSV Radom 1:1 n. V.
Wiederholungsspiel:
LSV Radom – LSV Warschau  - beim Stand von 0:1 abgebrochen
Finale  (Wehrmachtsstadion Warschau, 14. Dezember 1941)
DTSG Krakau – LSV Warschau  6:0
Das Krakauer Halbfinale wurde zwei Tage vor dem Termin abgesagt, da die Kommandantur-Sportgemeinschaft Warschau „aus dienstlichen Gründen“ nicht die Reise nach Krakau antreten konnte. Die DTSG Krakau zog somit kampflos ins Finale ein. Zu den Sponsoren der DTSG gehörte der Fabrikant Oskar Schindler, der in Krakau eine Metallwarenfabrik führte.
Das Warschauer Halbfinale der beiden Luftwaffensportvereine endete nach Verlängerung 1:1. Das Wiederholungsspiel in Radom wurde in der 75. Minute beim Stand von 1:0 für die Gäste aus Warschau abgebrochen, nachdem Zuschauer den Platz gestürmt hatten. Vorangegangen waren Rangeleien unter den Spielern und drei Platzverweise. Die Sportbehörde des Generalgouvernements entschied am grünen Tisch, dass der LSV Warschau im Finale spielt.
Im Finale bildeten die ehemaligen polnischen Nationalspieler Juliusz Joksch in der Abwehr sowie Edmund Majowski und Józef Smoczek im Sturm das Rückgrat der Siegermannschaft, Majowski gab die Vorlagen zu drei Treffern, Smoczek erzielte zwei Tore.

### 1942
Halbfinale
DTSG Tschenstochau – LSV Deblin  3:1
DSG Reichshof – Wehrm. HKP Warschau  4:1
Finale  (Deutsche Kampfbahn Krakau, 13. Dezember 1942)
DTSG Tschenstochau  – DSG Reichshof  2:1
Die DTSG Tschenstochau galt als Außenseiter in der Endrunde des Bernsteinpokals 1942. Überraschend schaltete sie im Halbfinale den hochfavorisierten LSV Deblin aus. Im zweiten Halbfinale blieb die Mannschaft des Heereskraftfahrparks (HKP) Warschau chancenlos gegen den Vertreter des Distrikts Krakau. Im Finale lieferte der HSV-Spieler Walter Gloede, der bei der DTSG die Position des Mittelläufers einnahm, eine starke Partie. Bei den Verlierern von der DSG Reichshof kam der Nationalspieler Willi Arlt zum Einsatz.

### 1943
Halbfinale
LSV Mölders Krakau – LSV Radom  4:1
WH Zel Praga Warschau – LSV Biala Podlaska  2:1
Finale  (Deutsche Kampfbahn Krakau, 10. Oktober 1943)
LSV Mölders Krakau – WH Zel Praga Warschau 2:1
Die Mannschaft des Zentralen Ersatzteillagers (Zel) Wehrmacht Heer (WH) im Warschauer Stadtteil Praga hatte erstmals die Endrunde eines Wettbewerbs erreicht.  Ihren Finalgegner, den Luftwaffensportverein Mölders Krakau, betreute der zur Wehrmacht eingezogene frühere Schalke-Trainer Otto Faist. In den Reihen des Pokalsiegers standen  Willi Ginzel, der später in der DDR-Oberliga spielte, und der Oberschlesier Heinrich Spodzieja, der nach dem Zweiten Weltkrieg polnischer Nationalspieler wurde. Sie erzielten die beiden Tore der Sieger im Finale.

### 1944
Halbfinale
DTSG Tomaschow – LSV Mölders Krakau  1:8
WH Zel Praga Warschau – SG Lublin    3:0
Finale (Wehrmachtsstadion Warschau, 16. Juli 1944)
LSV Mölders Krakau – WH Zel Praga Warschau 3:2
Im Finale standen sich dieselben Mannschaften gegenüber wie im Vorjahr. Der Sieg machte den Doppelerfolg des LSV Mölders komplett, denn er war bereits Meister der Saison 1943/44 geworden. Zu Beginn der Saison war Franz Grigutsch zu der Luftwaffenmannschaft gestoßen, in deren Reihen auch der frühere österreichische Nationalspieler Johann Urbanek kickte.